# The Noise of Letea
The Noise of Letea ist ein Dokumentarfilm des Berliner Filmemachers Matthias Leupold über ein Dorf, dessen Bewohnende größtenteils außerhalb des offiziellen Wirtschaftskreislaufs leben. Der Film wurde im Jahr 2016 in Letea, Rumänien, gedreht. Sein Leitmotiv ist der Klang: ein Esel schreit, der Wind pfeift, eine Angel taucht in den Fluss ein, die Menschen arbeiten und singen, und die selbst zusammengeschweißten Fahrzeuge tuckern. Der Film wurde im Dezember 2016 beim Short to the Point–Festival gezeigt.

## Handlung
Der Film spürt den Klängen nach, die aus den Gehöften des Dorfes Letea im Donaudelta entspringen. Darstellende des Films sind die Dorfbewohner, von denen die allermeisten Selbstversorgende sind. Sie sprechen ein altes, „sonst nirgendwo mehr gepflegtes“ Russisch, weil sie Nachkommen von Ukrainern sind, die vor hunderten von Jahren aus dem Russischen Kaiserreich flohen. Im Dorf gibt es keine offizielle Kommunalverwaltung (keine Schulpflicht, keine Polizei, keinen Bürgermeister, kein Ordnungsamt usw.). Pferde leben frei, das Vieh kehrt allein in die Bauernhöfe zurück. Der Film stellt Letea einerseits als sich „am Rande Europas“ befindenden und „von Europa vergessenen“ Ort, andererseits als „verlorenes Paradies“ dar.